# تپه غریب علی تپه
تپه غریب علی تپه مربوط به دوره اشکانیان است و در شهرستان ابهر، بخش مرکزی، شهر صایین قلعه، جنوب شهر، چسبیده به گورستان شهر واقع شده و این اثر در تاریخ ۱۲ دی ۱۳۸۶ با شمارهٔ ثبت ۲۰۴۵۵ به‌عنوان یکی از آثار ملی ایران به ثبت رسیده است.